# Freddy Mortier
Freddy Mortier (Sint-Amandsberg, 22 maart 1958) is een Belgisch bestuurder en hoogleraar in de ethiek aan de Universiteit Gent.

## Biografie
Mortier doctoreerde in 1986 aan de Universiteit Gent onder filosoof Jaap Kruithof. Zijn doctoraatsonderzoek ging over de disciplinaire en somatische waarden in de 18de-eeuwse Franse medisch-pedagogische filosofie. Hij heeft o.a. onderzoek verricht rond euthanasie en 'End-of-life care'. Van 2003 tot 2006 was hij voorzitter van de vakgroep Wijsbegeerte en Moraalwetenschap van de UGent en van van 2004 tot september 2012 ook decaan van de faculteit Letteren en Wijsbegeerte, waar hij werd opgevolgd door historicus Marc Boone. Van 2008 tot 2012 zetelde hij in de raad van bestuur van de Associatie Universiteit Gent en sinds 2012 is Mortier lid van de raad van bestuur van de Universiteit Gent zelf. Mortier is daarnaast lid van het Belgisch Raadgevend Comité voor Bio-ethiek en voorzitter van de raad van bestuur van de Gentse Scholengroep Panta Rhei van het GO!-onderwijs.
Mortier werd voorafgaand aan de rectorsverkiezingen van de UGent genoemd als de mogelijke opvolger van Paul Van Cauwenberge. Op 18 februari 2013 stelde Mortier zich als eerste officieel kandidaat voor de rectorverkiezingen. Hij kwam samen op met professor Anne De Paepe van de faculteit Geneeskunde, die kandidaat is om vicerector te worden. Op 17 april werden de kandidaturen officieel bekendgemaakt. Tegen de verwachtingen in werd De Paepe op 15 mei 2013 verkozen als eerste vrouwelijke rector van de Universiteit Gent. Freddy Mortier werd gekozen als vicerector ter opvolging van Luc Moens. Hun ambtstermijn ging in op 1 oktober 2013 en eindigde op 30 september 2017. Hij werd opgevolgd door Mieke Van Herreweghe.
Van maart 2018 tot maart 2024 was Mortier voorzitter van de vrijzinnige koepelvereniging deMens.nu, waarbij hij de fakkel overnam van Sylvain Peeters en Raymonda Verdyck hem opvolgde.
Bij de provincieraadsverkiezingen van 2018 was hij kandidaat op de sp.a-kieslijst in het provinciedistrict Gent. Hij werd niet verkozen.

## Uitslagen verkiezingen
| Verkiezing               | Kieskring              | Datum           | Lijst | Plaats op lijst | Voorkeursstemmen | Uitslag | Partijuitslag binnen kieskring |
| ------------------------ | ---------------------- | --------------- | ----- | --------------- | ---------------- | ------- | ------------------------------ |
| Provincieraadsverkiezing | Provinciedistrict Gent | 14 oktober 2018 | sp.a  | 14e plaats      |                  |         |                                |

## Persoonlijk
Freddy Mortier woont in Gent en heeft drie kinderen. Hij is lid van een vrijmetselaarsloge.